# Lotniskowy pojazd ratowniczo-pożarniczy

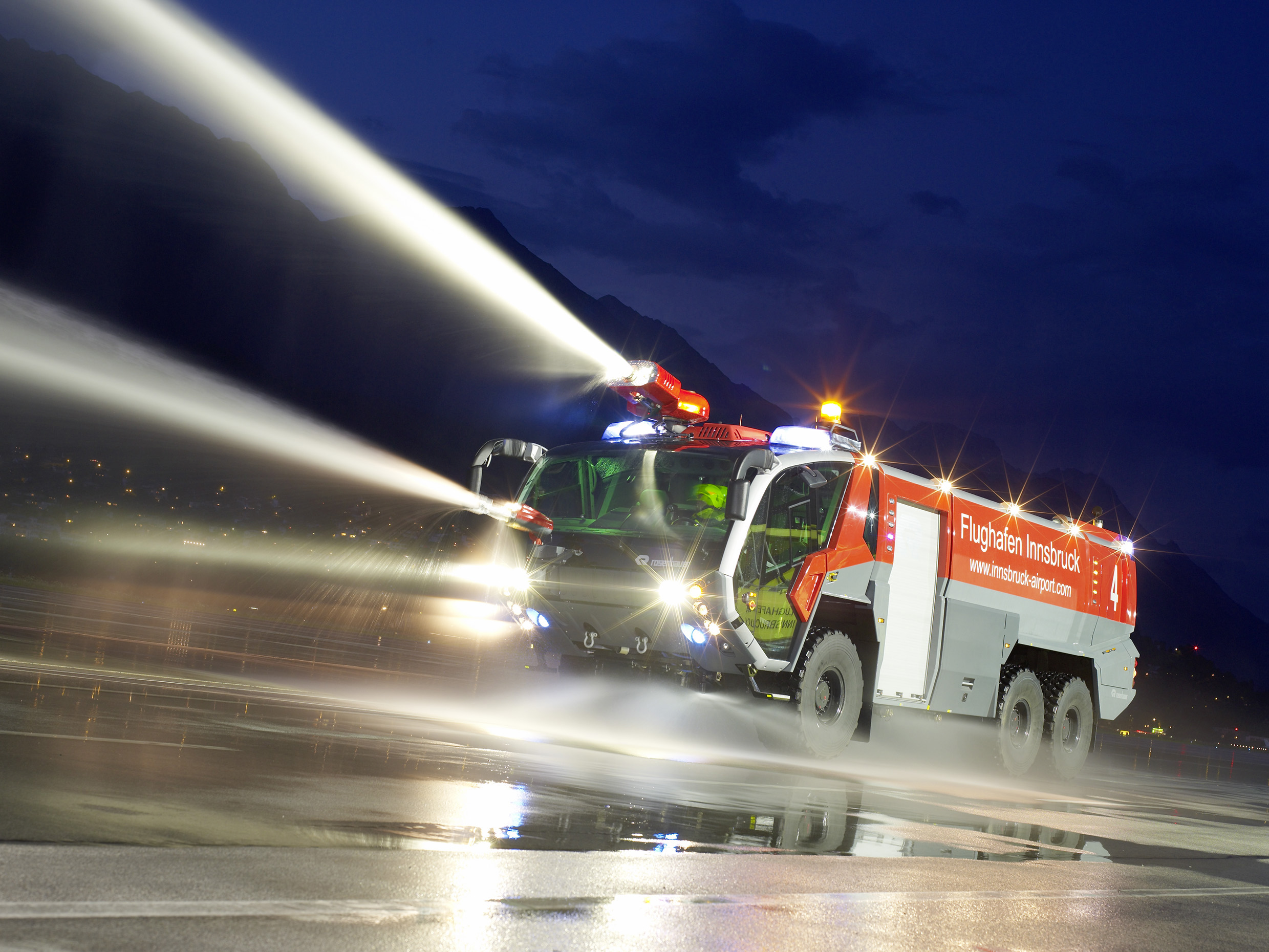
Lotniskowy pojazd pożarniczy

Lotniskowy pojazd ratowniczo-pożarniczy (ang. Airport crash tender) – specjalistyczny samochód pożarniczy używany przez  lotniskowe straże pożarne do zapewnienia bezpieczeństwa i reagowania w sytuacjach awaryjnych np. gaszenia pożarów samolotów, w akcjach ratowniczo-gaśniczych na terenie lotnisk, portów lotniczych oraz w ich przyległym rejonie.

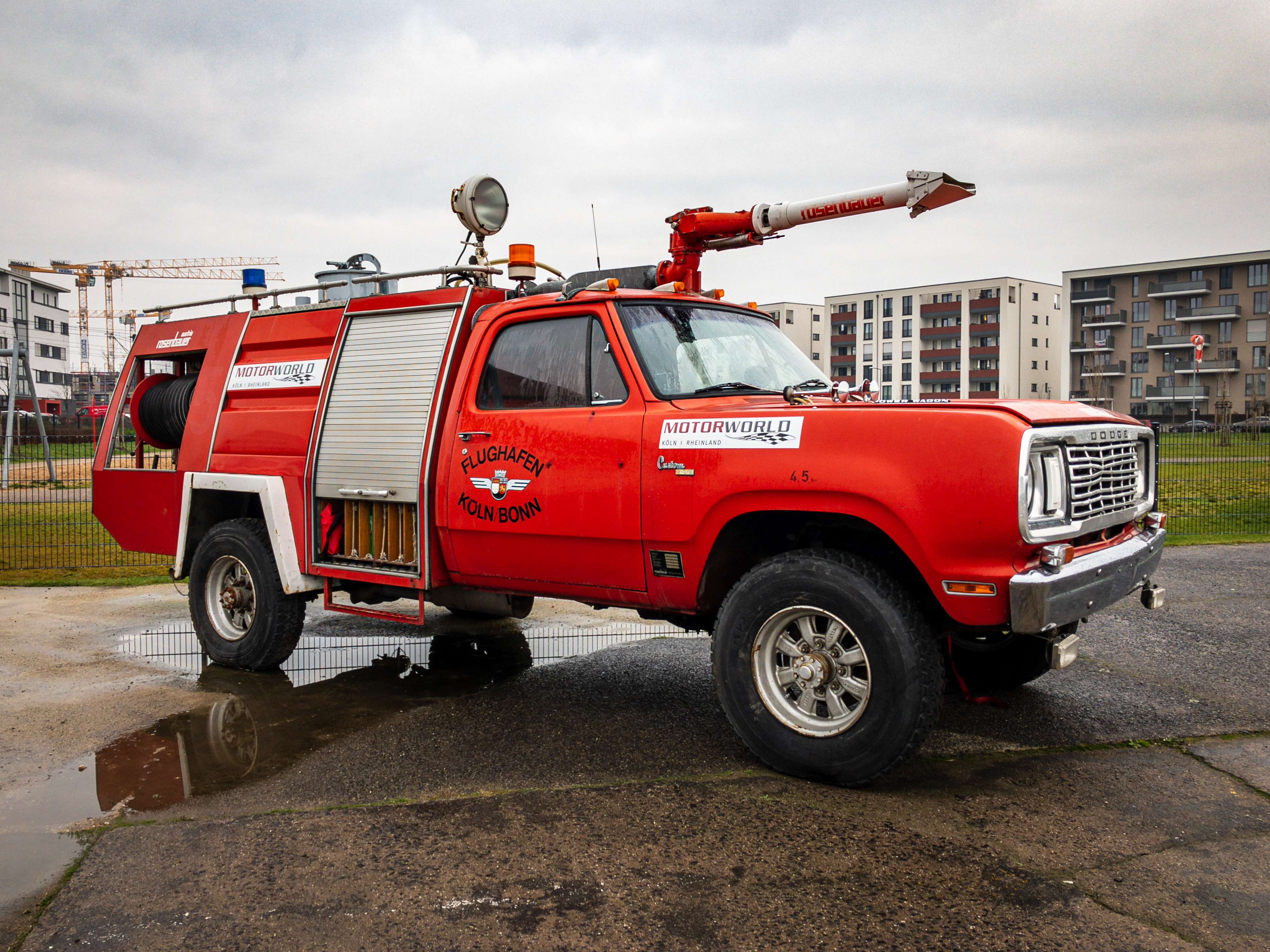
Samochód szybkiej interwencji „Cheatah”

## Wymagania
Pojazdy te mają standardowe wyposażenie samochodów pożarniczych: indywidualne aparaty tlenowe dla strażaków, sprzęt ratowniczy oraz sprzęt do cięcia. W odróżnieniu od zwykłych pojazdów strażackich, które muszą baczyć uczestników ruchu drogowego, wyposażone są silniki napędowe większej mocy co pozwala na szybkie przyspieszenie od 0 do 80 km/h w czasie 24 sekund (PANTHER 8x8 HRET), osiągają wyższe prędkości jazdy, co umożliwia dotarcie do końca każdej drogi startowej w bardzo krótkim czasie. Wyjazd do akcji i dotarcie pierwszych lotniskowych pojazdów strażackich (RIV) do miejsca zdarzenia, zgodnie przepisami Organizacji Międzynarodowego Lotnictwa Cywilnego (ICAO), powinno nastąpić w czasie nie przekraczającym dwóch minut oraz dotarcie do dowolnej innej części lotniska nie może przekroczyć trzech minut. Lotniskowe pojazdy strażackie to specjalnie skonstruowane pojazdy do przeprowadzania akcji ratowniczych i gaśniczych na terenie lotnisk, np. gaszenia pożarów: samolotów, budynków, urządzeń, płonącego paliwa lotniczego, umożliwiają ewakuację pasażerów, zabezpieczanie awaryjnych lądowań samolotów. Pojazdy te są w stanie pokonywać także nierówny, nieutwardzony na teren poza obszarem lotniska. Pojazdy te posiadają zbiorniki z dużą ilością wody i piany gaśniczej, są wyposażone w wysokowydajne pompy o dużej wydajności oraz armatki wodno-pianowe, mogą wyrzucać środki gaśnicze na duże odległości. Pojazdy te zazwyczaj są zbudowane na podwoziach renomowanych producentów samochodów ciężarowych np.: Volvo, Ford, MAN, Mercedes-Benz, Iveco, najczęściej w wersjach z napędem na wszystkie koła w tym: 4×4 (napęd na cztery koła), 6×6, a nawet 8×8. W zależności od kategorii danego lotniska normy określają minimalną liczbę pojazdów ratowniczo-gaśniczych. Ponadto przepisy określają wymagania dotyczące pojemności zbiorników na wodę i pianę gaśniczą, szybkości wypływu roztworów piany oraz minimalnych ilości proszku chemicznego (środka uzupełniającego), zapasów środków gaśniczych, możliwość działania w trudnym terenie np. w czasie katastrofy lotniczej poza terenem lotniska.

## Producenci pojazdów ratowniczo-pożarniczych
Na świecie kilka firm produkuje specjalistyczne pojazdy dla służb lotniskowych ratowniczo-gaśniczych, np. brytyjska firma Chubb Fire – (pojazdy „Panfinder”), Rosenbauer International AG – pojazdy -„Cheatah”,  „Rosenbauer Panther”, „Rosenbauer Simba”,  „MT Airport BUFFALO”, Magirus – „Magirus DRAGON”, „SUPERDRADONX8”, „Magirus IMPACT”, Zielgler („Z4”, „Z6”, „Z8”, „Z6 HYBRIDdrive”), Oshkosh Corporation – „Oshkosh Striker” (wersje 4×4, 6×6 oraz 8×8). W Polsce na wyposażeniu Lotniskowej Służby Ratowniczo Gaśniczej Międzynarodowego Portu Lotniczego im. Jana Pawła II Kraków-Balice od 2009 roku znajdują się pojazdy „Panther” 4×4 i „Panther HRET” 6×6. W 2007 roku wyprodukowano jeden z największych lotniskowych pojazdów ratowniczo-gaśniczych „Panther CA7” 8×8, ośmiokołowy pojazd z napędem na wszystkie koła o wydłużonej ramie. Pojazd ten ma długość 13 m, ciężar 52 tony, napęd stanowią dwa silniki Caterpillar o łącznej mocy 1250 KM (932 kW), zbiornik na wodę ma pojemność 19 000 l. Firma ZIEGLER w 2022 r. zaprezentowała pierwszy pojazd lotniskowy gaśniczy z napędem hybrydowym. Z6 HYBRIDdrive  może być napędzany wyłącznie silnikiem elektrycznym lub konwencjonalnie silnikiem spalinowym lub oboma silnikami równocześnie dając maksymalne osiągi. W tym samym roku firma Rosenbauer zaprezentowała elektryczny lotniskowy pojazd gaśniczy PANTHER electric 6×6. W Polsce znane są firmy które produkują typowe pojazdy pożarnicze oraz na zamówienie specjalistyczne lotniskowe pojazdy ratowniczo-pożarnicze, np. firma Szczęśniak Pojazdy Specjalne oraz firma WISS „WAWRZASZEK Inżynieria Samochodów Specjalnych” która produkuje pojazdy FELIX w kilku odmianach. W maju 2013 dwa ciężkie, pojazdy „Felix F800 TWIN ENGINE” (masa: 50t, silniki: 2x Volvo o mocy 700 KM, napęd: 8x8) zostały zakupione dla lotniskowej straży pożarnej portu lotniczego we Wrocławiu.

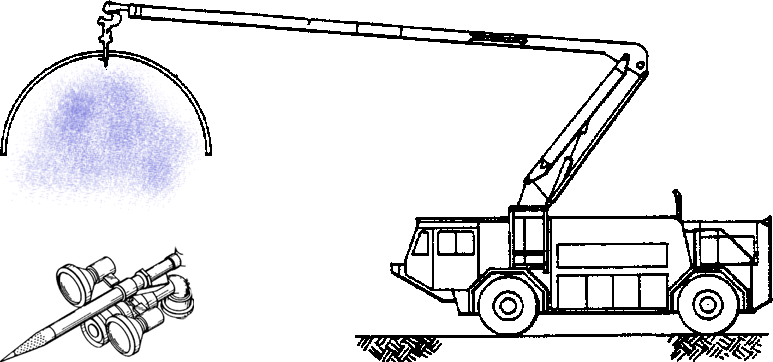
Schemat gaszenia pożaru lancą gaśniczą wewnątrz kadłuba samolotu

## Rodzaje lotniskowych samochodów pożarniczych
Rodzaj wyposażenia i wymagania odnośnie ilości pojazdów lotniskowej straży pożarnej regulują międzynarodowe przepisy, Organizacja Międzynarodowego Lotnictwa Cywilnego (ICAO) ustanowiła przepisy odnośnie specyfikacji pojazdów ratowniczo-gaśniczych, charakterystyki środków gaśniczych, lokalizacji remiz strażackich i procedur operacyjnych postępowania w sytuacjach awaryjnych.
- szybkie pojazdy wodno-pianowe, to tzw. „pojazdy szybkiej interwencji (RIV)” (ang. Rapid Intervention Vehicl), zwykle mniejsze, zwinne pojazdy strażackie, zdolne do szybkiego przyspieszania które przybywają na miejsce wypadków lotniczych jako pierwsze aby natychmiast rozpocząć akcję ratowniczą i gaśniczą, przykładowy tego typu pojazd: „Cheatah” rozwija maksymalną prędkość 160 km/h, ponadto posiada: zbiornik na wodę 940 litrów (Ford F550 RIV - zbiorniki na wodę o pojemności 1200l[10]),  160kg środka pianotwórczego, działko wodno- pianowe o wydajności 1600m³, sterowane zdalnie armatki gaśniczej z kabiny pojazdu, agregat halonowy, dwie linie szybkiego natarcia o wydajności 400dm³/min, podwójny system wodno-pianowy o wydajności 200 dm³/min, załoga trzech strażaków, silnik napędowy dużej mocy pozwala uzyskać duże przyspieszenie i szybkie dotarcie do miejsca akcji[1], posiadają zbiorniki na wodę o pojemności 1200l (pojazd na podwoziu Ford F550 RIV)[11],
- ciężkie pojazdy ratowniczo-gaśnicze (ARFF) (ang.Airfield Rescue and Fire Fighting Vehicle) – posiadają: środki pianotwórcze o pojemności 1600dm³ (Falcon 8X8), działko wodno-pianowe o wydajności 6800dm³/min, dwie linie szybkiego natarcia o wydajności 540 dm³; samochody takie wyposaża się zwykle w dysze pianowe zabezpieczające pojazd przed zapaleniem od palącego się paliwa w pobliżu pojazdu oraz w system zraszania pojazdu w celu ochrony przed wysoką temperaturą. Silniki napędowe o dużej mocy pozwalają osiągnąć prędkość maksymalną 135 km/h[12],
- schody ratownicze FRS (ang.Fire Rescue Stairs) – specjalne schody mobilne na pojeździe umożliwiające szybką i bezpieczną awaryjną ewakuację pasażerów i załogi z samolotów[13],
- pojazdy strażackie i ratownicze ogólnego przeznaczenia, np. pojazdy oświetleniowe wyposażone w agregaty prądotwórcze i lampy oświetlające miejsce zdarzenia, co umożliwia prowadzenie akcji gaśniczej i ratowniczej w porze nocnej lub mobilne pojazdy dowodzenia i koordynacji działań różnych służb ratowniczych podczas akcji ratowniczej.

Jeden z najcięższych na świecie pojazdów lotniskowych pojazdów ratowniczo-gaśniczych wyprodukowała firma NAFFCO (National Fire Fighting Manufacturing FZCO). Falcon 8x8 to ośmiokołowy pojazd o wadze 54 t i długości 13 m, którego dwa silniki napędowe Volvo o łącznej mocy 1400 KM zapewniają przyspieszenie do prędkości 80 km/h w czasie 25 s.

## Galeria

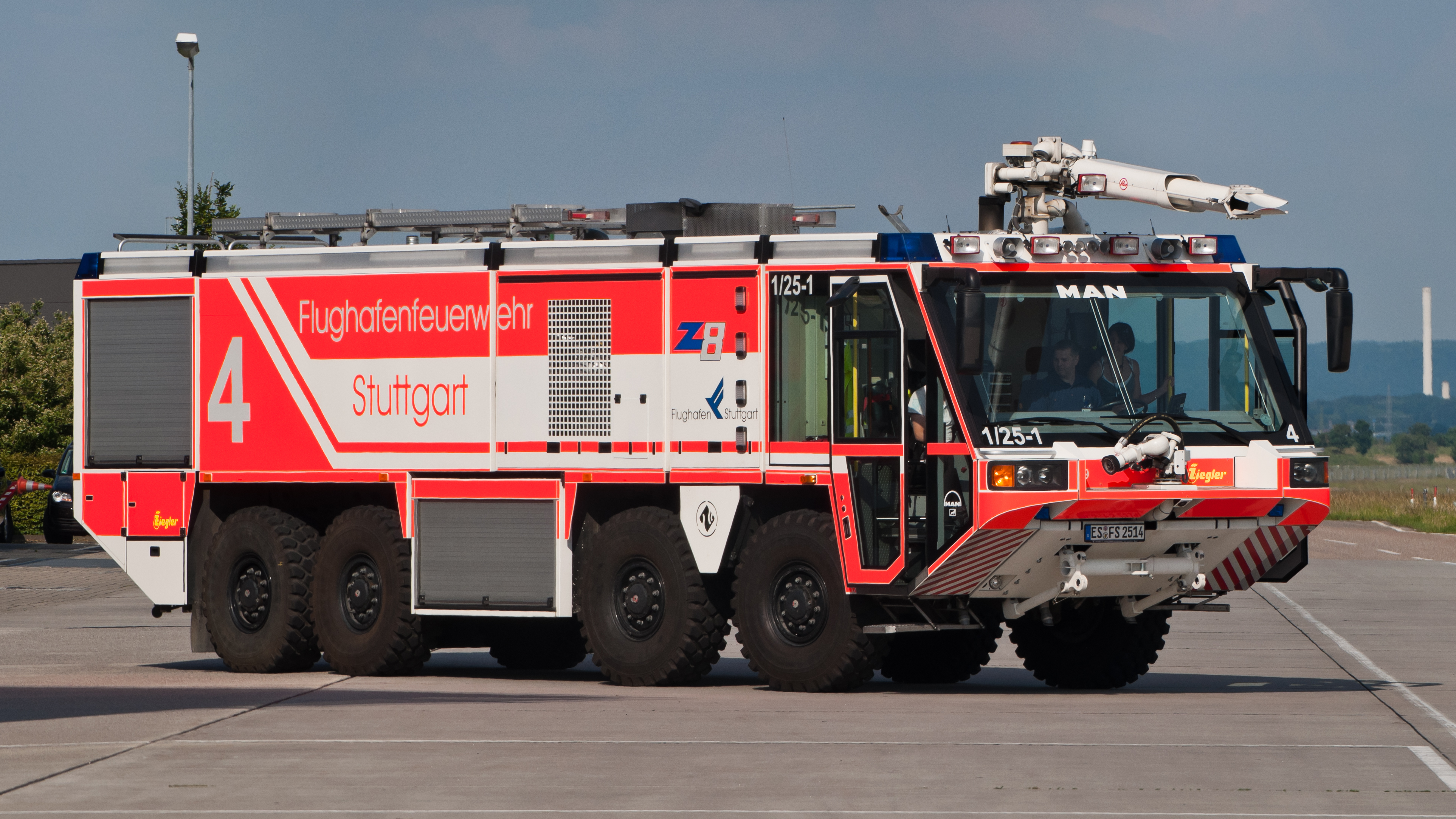
Samochód Z8 firmy ZIEGLER w porcie lotniczym Sttudgart
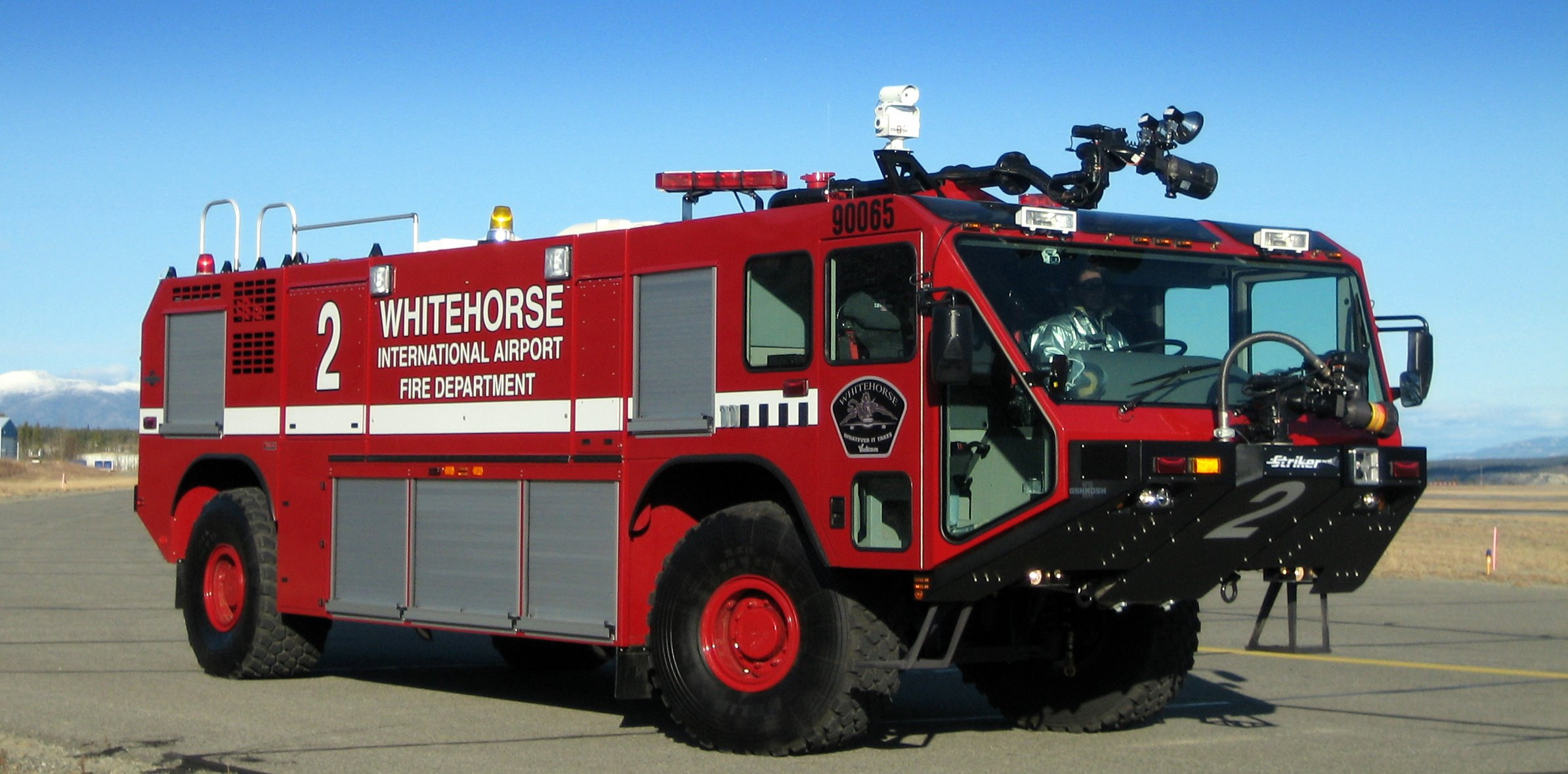
Port lotniczy Whitehorse w Kanadzie, Oshkosh Striker 4x4
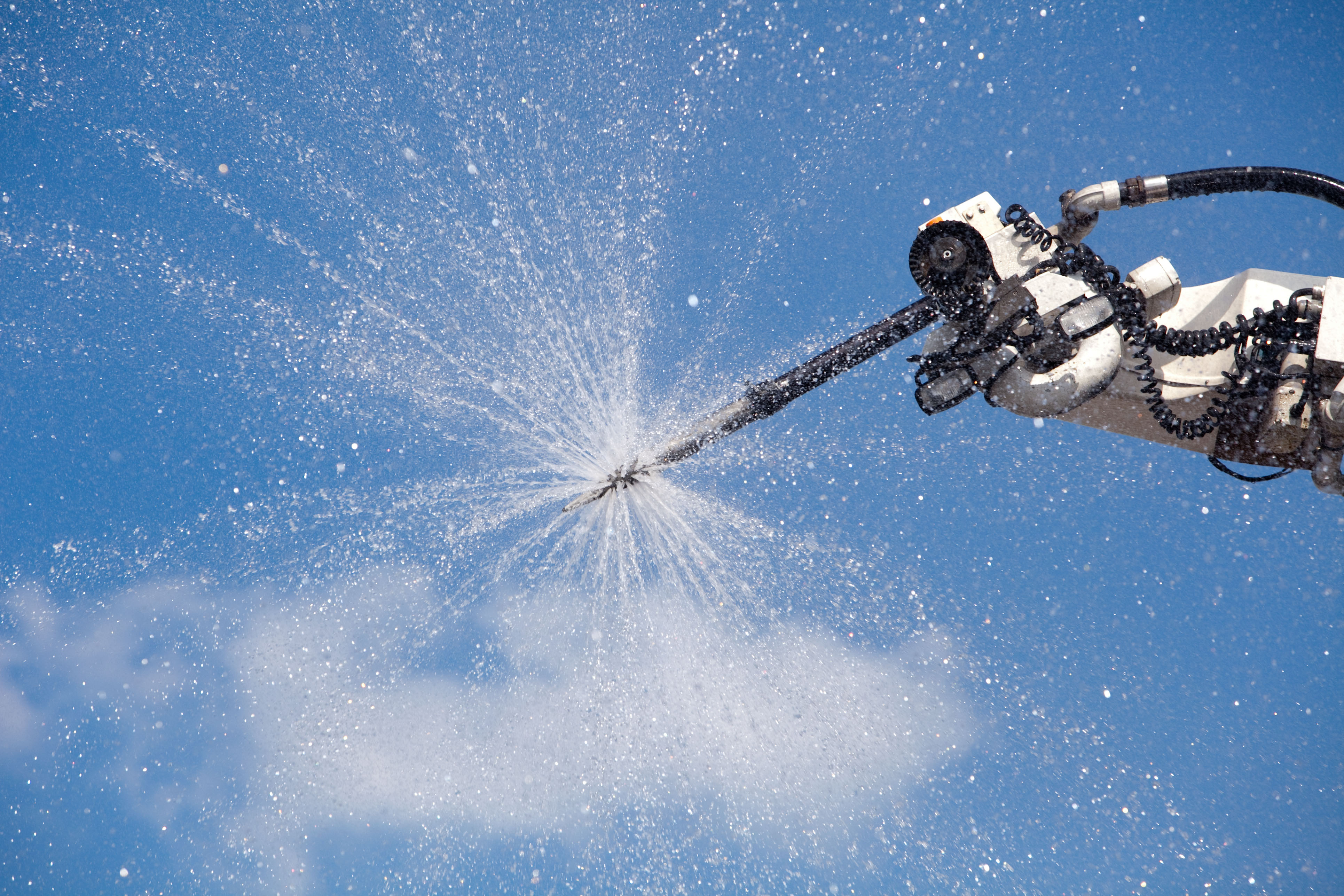
Głowica gaśnicza (lanca) do przebijania kadłuba samolotu i gaszenia pożaru wewnątrz samolotu
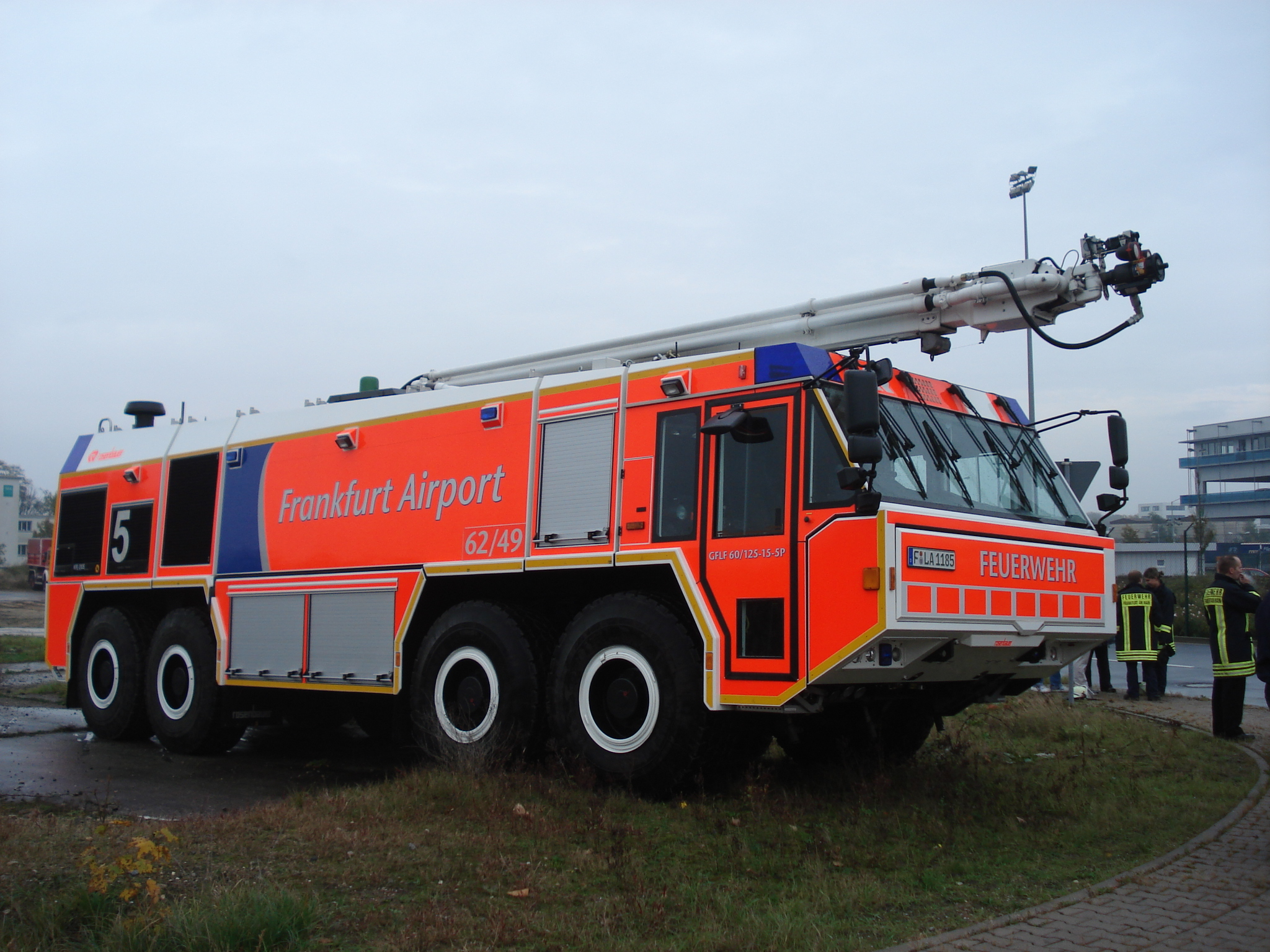
Rosenbauer Simba 8x8
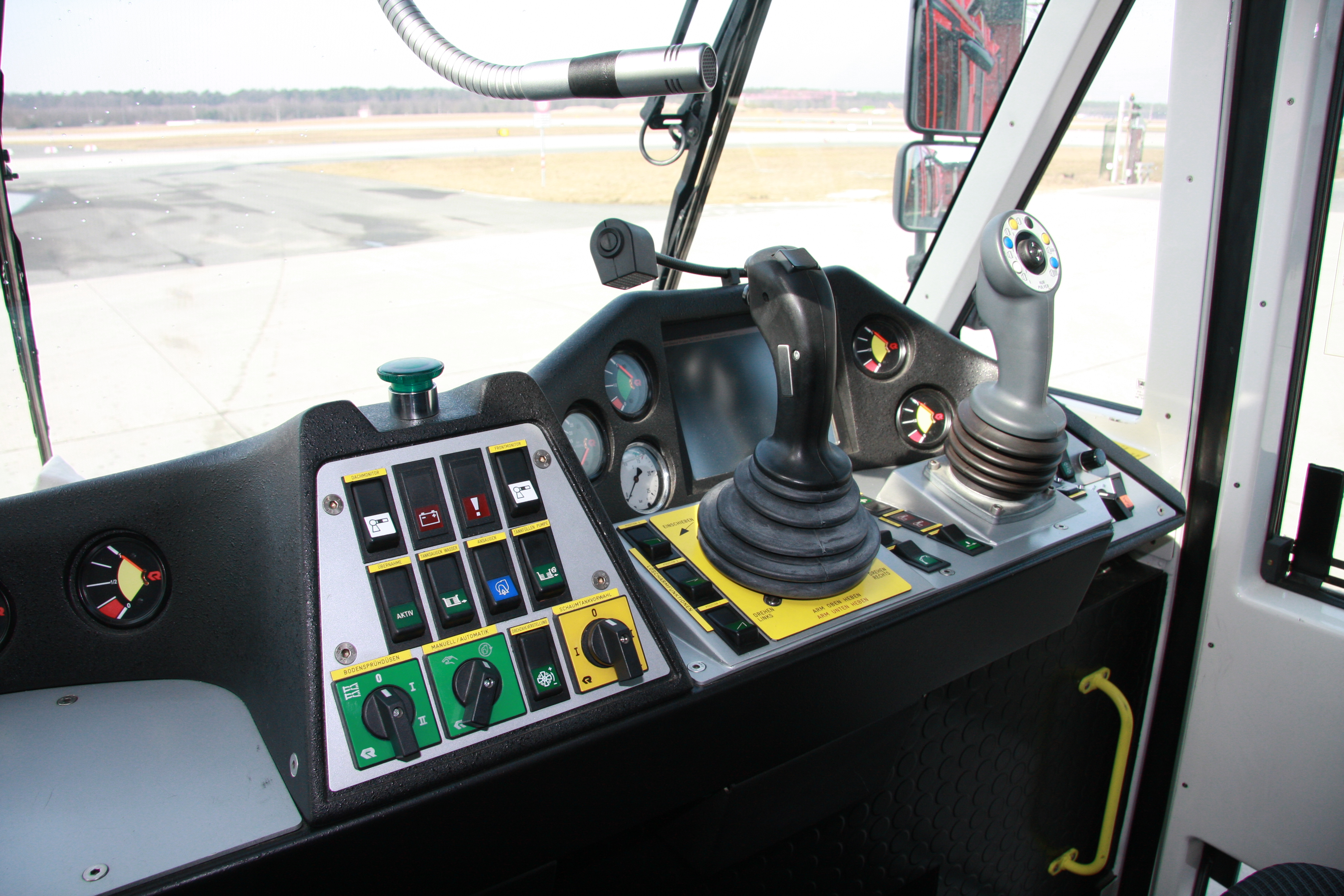
Panel sterowania działkami wodno-pianowymi i systemami pożarniczymi, pojazd Rosenbauer Simba 8x8